# هارولد إل. جورج
هارولد إل. جورج (بالإنجليزية: Harold L. George)‏ هو ضابط وسياسي أمريكي، ولد في 19 يوليو 1893 في سومرفيل في الولايات المتحدة، وتوفي في 24 فبراير 1986 في لاغونا هيلس في الولايات المتحدة. نشط حزبياً في الحزب الجمهوري.